# Селькяйоки
Селькяйоки (устар. Селькя-йоки) — река в России, протекает по территории Лоухского района Карелии. Длина реки — 10 км.
Река берёт начало из ламбины без названия в 1 км к востоку от озера Сювясалмиярви.
Река в общей сложности имеет 14 малых притоков суммарной длиной 24 км. Два из них — оба левые — несут в Селькяйоки воды озёр Куйваярви, Кайтаярви, Селькяярви и Исо-Ниерияйсъярви.
Впадает в озеро Паанаярви на высоте 136,6 м над уровнем моря.

## Данные водного реестра
По данным государственного водного реестра России относится к Баренцево-Беломорскому бассейновому округу, водохозяйственный участок реки — Ковда от истока до Кумского гидроузла, включая озёра Пяозеро, Топозеро. Речной бассейн реки — бассейны рек Кольского полуострова и Карелии, впадает в Белое море.
Код объекта в государственном водном реестре — 02020000412102000000642.